# 科克斯冰原島峰
82°26′S 50°34′W / 82.433°S 50.567°W
科克斯冰原島峰（英語：Cox Nunatak）是南極洲的冰原島峰，位於伊利沙伯女皇地，處於蘭金岩以南2公里，屬於彭薩科拉山脈的一部分，海拔高度795米，美國地質調查局根據測量和該國海軍的空中照片繪入地圖，現時由南極條約體系管理。